# Schloss Geisa

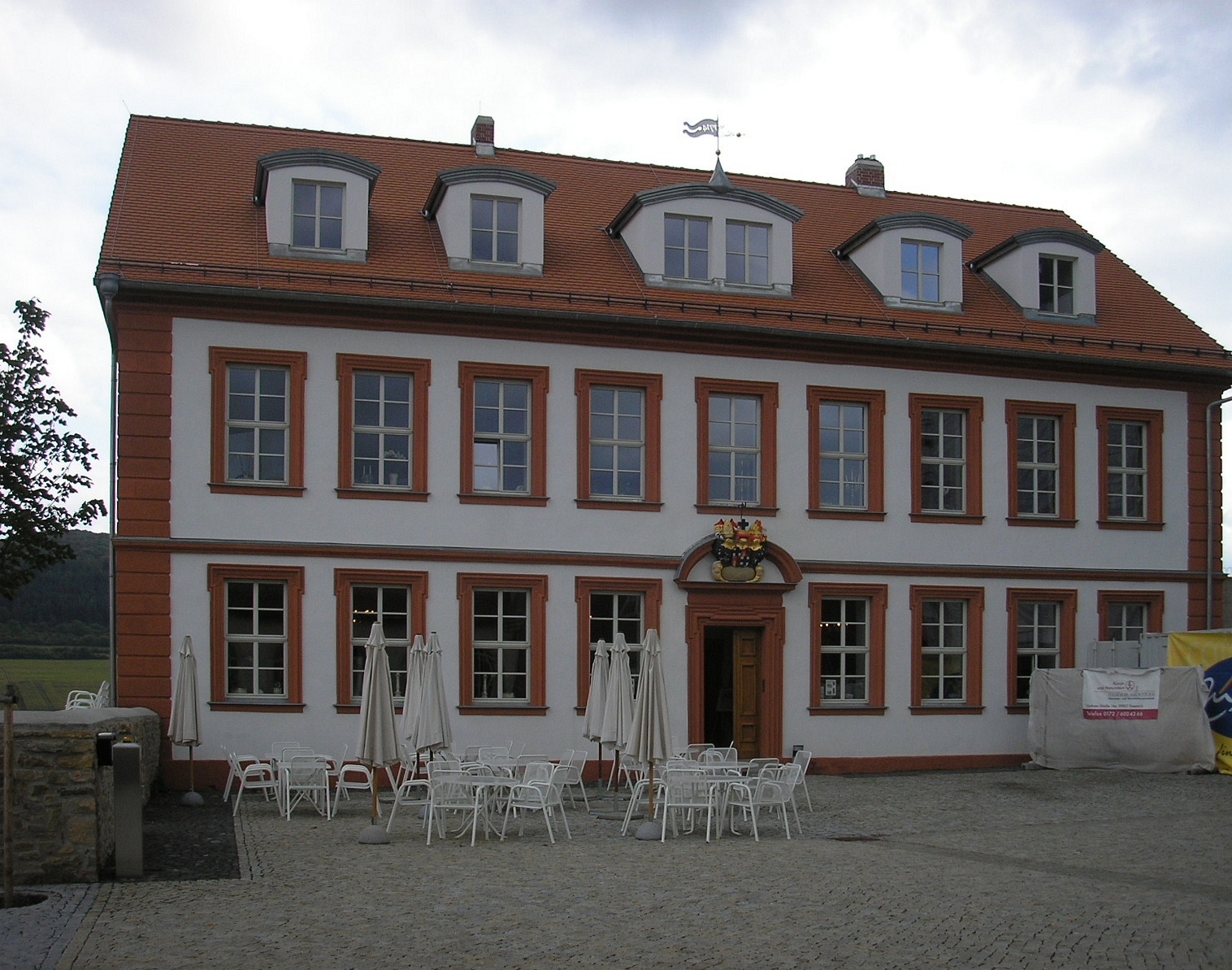
Das Schloss

Das Schloss Geisa steht in der Landstadt Geisa in der Rhön im Wartburgkreis in Thüringen.

## Geschichte
In den Jahren 1700 bis 1714 ließ Fürstabt Adalbert von Schleifras auf den Grundmauern eines Vorgängerbaus neben dem Amtsgericht Geisa das neue Schloss bauen. Baumeister war der Fuldaer Baumeister Johann Dientzenhofer.
Erst diente es als Jagdschloss und Sommerresidenz der fuldischen Fürstäbte und Fürstbischöfe.
Das Wappen des Bauherrn ist über beiden Portalen angebracht. In östlicher Richtung schließt sich der terrassenförmig angelegte Schlossgarten an. Dieser ist teilweise von der Stadtmauer umgeben. Die Südostecke der Mauer besitzt noch einen Turm, das sogenannte Diebestürmchen.
Öffentliche Einrichtungen befinden sich im Schloss. Im Obergeschoss befindet sich der Sitz der Point-Alpha-Stiftung. Die Räumlichkeiten im Erdgeschoss werden für Familienfeiern sowie für Tagungsveranstaltungen im fürstlichen Ambiente genutzt.